# Rutilia cupreiventris
Rutilia cupreiventris är en tvåvingeart som beskrevs av Malloch 1936. Rutilia cupreiventris ingår i släktet Rutilia och familjen parasitflugor. Inga underarter finns listade i Catalogue of Life.